# Asterope (stea)
Denumirea Asterope sau Sterope este dată celor două stele,   21 Tauri și 22 Tauri, situate în constelația Taurul. Elle nu sunt separate decât de 0,04° pe cer și fac parte din roiul Pleiadelor. Ele se află la aproximativ 440 de ani-lumină de Pământ.

## 21 Tauri
21 Tauri este o stea alb-albastră de tip spectral B, cu o magnitudine aparentă de +5,76.

## 22 Tauri
22 Tauri este o stea albă de tip spectral A, cu o magnitudine aparentă de +6,43.